# Eugen Strigel
Eugen Strigel (* 24. September 1949) aus Horb am Neckar ist ein ehemaliger deutscher Fußballschiedsrichter.
Eugen Strigel leitete zwischen 1987 und 1995 70 Fußball-Bundesliga-Spiele. Zum Abschluss seiner aktiven Laufbahn durfte er das DFB-Pokalendspiel 1995 zwischen Borussia Mönchengladbach und dem VfL Wolfsburg pfeifen. Bis Mai 2010 war Strigel als oberster Schiedsrichter-Lehrwart für den DFB tätig. Für das ZDF kommentierte Strigel die Schiedsrichterleistungen bei der Fußball-Europameisterschaft 2004 in Portugal und die Leistungen seiner ehemaligen Kollegen in der Fußball-Bundesliga in der ZDF-Sendung Das aktuelle sportstudio. Diese Tätigkeit musste er allerdings einstellen, da dies von den Kollegen beim Vorsitzenden des DFB-Schiedsrichterausschusses Volker Roth kritisiert wurde. Sein Nachfolger beim ZDF wurde der ehemalige Schweizer Schiedsrichter Urs Meier.
Seit der Saison 2008/2009 stellt Eugen Strigel die Regelfragen in der DFB-Schiedsrichter-Zeitung zusammen und löste damit Peter Gabor ab.
| Personendaten    | Personendaten                   |
| ---------------- | ------------------------------- |
| NAME             | Strigel, Eugen                  |
| KURZBESCHREIBUNG | deutscher Fußballschiedsrichter |
| GEBURTSDATUM     | 24. September 1949              |